# Pieter Van den Bosch
Pieter Rosalia Van den Bosch (ur. 31 października 1927 w Boom, zm. 13 września 2009) – belgijski piłkarz grający na pozycji pomocnika. W swojej karierze rozegrał 2 mecze w reprezentacji Belgii. Był bratem Hippolyte’a Van den Boscha, także piłkarza i reprezentanta kraju.

## Kariera klubowa
Swoją karierę piłkarską Van den Bosch rozpoczął w klubie Boom FC. W jego barwach zadebiutował w sezonie 1945/1946. Grał w nim do 1951 roku i wtedy też odszedł do US Tournaisienne, w którym spędził rok. W 1952 roku przeszedł do Anderlechtu. W sezonach 1953/1954, 1954/1955, 1955/1956 i 1958/1959 wywalczył z nim cztery mistrzostwa Belgii. W 1960 roku odszedł do RAEC Mons. Grał też w SK Lebeke-Alost i w FC Heist Sportief, w którym zakończył karierę w 1966 roku.

## Kariera reprezentacyjna
W reprezentacji Belgii Van den Bosch zadebiutował 17 czerwca 1954 roku w zremisowanym 4:4 meczu mistrzostwa świata w Szwajcarii z Anglią, rozegranym w Bazylei. Na tych mistrzostwach rozegrał jeszcze jeden mecz, z Włochami (1:4), który był jego drugim i ostatnim w kadrze narodowej.
| Mecze i gole w reprezentacji | Mecze i gole w reprezentacji | Mecze i gole w reprezentacji | Mecze i gole w reprezentacji | Mecze i gole w reprezentacji | Mecze i gole w reprezentacji | Mecze i gole w reprezentacji |
| #                            | Data                         | Stadion                      | Rywal                        | Wynik                        | Gol                          | Rozgrywki                    |
| 1954                         | 1954                         | 1954                         | 1954                         | 1954                         | 1954                         | 1954                         |
| ---------------------------- | ---------------------------- | ---------------------------- | ---------------------------- | ---------------------------- | ---------------------------- | ---------------------------- |
| 1.                           | 17.06.1954                   | Bazylea, Szwajcaria          | Anglia                       | 4:4                          | 0                            | MŚ 1954                      |
| 2.                           | 20.06.1954                   | Lugano, Szwajcaria           | Włochy                       | 1:4                          | 0                            | MŚ 1954                      |